# Az ifjú Sheldon epizódjainak listája
Ez a lista az Az ifjú Sheldon (Young Sheldon) című amerikai sorozat epizódjait tartalmazza.

## Évados áttekintés
| Évad | Évad | Részek száma | Részek száma | Eredeti sugárzás     | Eredeti sugárzás  | Eredeti adó | Magyar sugárzás   | Magyar sugárzás     | Magyar adó |
| Évad | Évad | Részek száma | Részek száma | Évadbemutató         | Évadzáró          | Eredeti adó | Évadbemutató      | Évadzáró            | Magyar adó |
| ---- | ---- | ------------ | ------------ | -------------------- | ----------------- | ----------- | ----------------- | ------------------- | ---------- |
|      | 1.   | 22           | 22           | 2017. szeptember 25. | 2018. május 10.   | CBS         | 2018. július 15.  | 2018. augusztus 26. |            |
|      | 2.   | 22           | 22           | 2018. szeptember 24. | 2019. május 16.   | CBS         | 2018. november 4. | 2019. június 16.    |            |
|      | 3.   | 21           | 21           | 2019. szeptember 26  | 2020. április 30. | CBS         | 2019. november 9. | 2020. július 16.    |            |
|      | 4.   | 18           | 18           | 2020. november 5.    | 2021. május 13.   | CBS         | 2021. március 20. | 2021. július 17.    |            |
|      | 5.   | 22           | 22           | 2021. október 7.     | 2022. május 19.   | CBS         | 2022. február 5.  | 2022. július 30.    |            |
|      | 6.   | 22           | 22           | 2022. szeptember 29. | 2023. május 18.   | CBS         | 2023. január 7.   | 2023. augusztus 26. |            |
|      | 7.   | 14           | 14           | 2024. február 15.    | 2024. május 16.   | CBS         | 2024. május 29.   | 2024. augusztus 21. |            |

## Első évad (2017-18)
| Sor. | Év. | Cím | Rendező         | Író | Premier                               | Nézettség    | Gyártási szám |
| ---- | --- | --- | --------------- | --- | ------------------------------------- | ------------ | ------------- |
| 1.   | 1.  | Bevezető (Pilot) | Jon Favreau     | Chuck Lorre és Steve Molaro                                                                                       | 2017. szeptember 25. 2018. július 15. | 17,21 millió | 101           |
| 2.   | 2.  | Rakéták, kommunisták és a Dewey-féle tizedes osztályozás (Rockets, Communists, and the Dewey Decimal System)             | Michael Zinberg | Chuck Lorre és Steven Molaro                                                                                      | 2017. november 2. 2018. július 15.    | 12,66 millió | 102           |
| 3.   | 3.  | Póker, hit és tojás (Poker, Faith, and Eggs)                                                                             | Michael Zinberg | Történet: Damir Konjicija és Dario Konjicija Tévéjáték: Chuck Lorre és Steven Molaro                              | 2017. november 9. 2018. július 15.    | 12,39 millió | 103           |
| 4.   | 4.  | A pszichiáter, a képregény és a reggeli kolbász (A Therapist, a Comic Book, and a Breakfast Sausage)                     | Jaffar Mahmood  | Történet: Chuck Lorre és Steven Molaro Tévéjáték: Rob Ulin és Dave Bickel                                         | 2017. november 16. 2018. július 22.   | 11,83 millió | 104           |
| 5.   | 5.  | A napelemes számológép, a meccslabda és a pompon lány keble (A Solar Calculator, a Game Ball, and a Cheerleader's Bosom) | Chris Koch      | Történet: Chuck Lorre és Steven Molaro Tévéjáték: Damir Konjicija és Dario Konjicija                              | 2017. november 23. 2018. július 22.   | 11,43 millió | 105           |
| 6.   | 6.  | A felvarró, a modem és a fekélygyógyszer (A Patch, a Modem, and a Zantac®)                                               | Don Scardino    | Történet: Chuck Lorre és Steven Molaro Tévéjáték: Anthony Gioe és Nick Mandernach                                 | 2017. november 30. 2018. július 22.   | 12,11 millió | 106           |
| 7.   | 7.  | A marha, a voodoo és az ágyúgolyó futam (A Brisket, Voodoo, and Cannonball Run)                                          | Mark Cendrowski | Történet: Nick Bakay Tévéjáték: Chuck Lorre és Steven Molaro                                                      | 2017. december 7. 2018. július 29.    | 12,49 millió | 107           |
| 8.   | 8.  | Cape Canaveral, Schrödinger macskája és Cyndi Lauper haja (Cape Canaveral, Schrödinger's Cat, and Cyndi Lauper's Hair)   | Howie Deutch    | Történet: Chuck Lorre és Steven Molaro Tévéjáték: David Bickel                                                    | 2017. december 14. 2018. július 29.   | 11,64 millió | 108           |
| 9.   | 9.  | Spock, Kirk és heresérv (Spock, Kirk, and Testicular Hernia)                                                             | Peter Lauer     | Chuck Lorre és Steven Molaro                                                                                      | 2017. december 21. 2018. július 29.   | 11,32 millió | 109           |
| 10.  | 10. | A sastoll, a zöldbab és az eszkimó (An Eagle Feather, a String Bean, and an Eskimo)                                      | Rebecca Asher   | Történet: Chuck Lorre és Steven Molaro Tévéjáték: Rob Ulin és David Bickel                                        | 2018. január 4. 2018. augusztus 5.    | 14,70 millió | 110           |
| 11.  | 11. | Démonok, vasárnapi iskola és prímszámok (Demons, Sunday School, and Prime Numbers)                                       | Howie Deutch    | Történet: Chuck Lorre és Steven Molaro Tévéjáték: Chuck Lorre, Steven Molaro és Tara Hernandez                    | 2018. január 11. 2018. augusztus 5.   | 14,17 millió | 111           |
| 12.  | 12. | A számítógép, egy műanyag póni és egy karton sör (A Computer, a Plastic Pony, and a Case of Beer)                        | Richie Keen     | Történet: Chuck Lorre és Steven Molaro Tévéjáték: Eric Kaplan és Jeremy Howe                                      | 2018. január 18. 2018. augusztus 5.   | 13,33 millió | 112           |
| 13.  | 13. | A tüsszentés, a büntetés és Sissy Spacek (A Sneeze, Detention, and Sissy Spacek)                                         | Howie Deutch    | Történet: Chuck Lorre és Steven Molaro Tévéjáték: Eric Kaplan és Jeremy Howe                                      | 2018. február 1. 2018. augusztus 12.  | 12,92 millió | 113           |
| 14.  | 14. | A krumpli saláta, a seprűnyél és apa whiskyje (Potato Salad, a Broomstick, and Dad's Whiskey)                            | Howie Deutch    | Chuck Lorre, Steven Molaro és Tara Hernandez                                                                      | 2018. március 1. 2018. augusztus 12.  | 12,42 millió | 114           |
| 15.  | 15. | A dolomit, az alma és a rejtélyes nő (Dolomite, Apple Slices, and a Mystery Woman)                                       | Mark Cendrowski | Történet: Chuck Lorre és Steven Molaro Tévéjáték: Chuck Lorre, Steven Molaro és Tara Hernandez                    | 2018. március 8. 2018. augusztus 12.  | 12,52 millió | 115           |
| 16.  | 16. | Gyilkos meteorok, Oklahoma és a hajborzoló gép (Killer Asteroids, Oklahoma, and a Frizzy Hair Machine)                   | Howie Deutch    | Történet: Chuck Lorre és Steven Molaro Tévéjáték: Steven Molaro                                                   | 2018. március 29. 2018. augusztus 19. | 11,91 millió | 116           |
| 17.  | 17. | A Jiu-Jitsu, a buborékos fólia és a Yoo-Hoo (Jiu-Jitsu, Bubble Wrap, and Yoo-Hoo)                                        | Jaffar Mahmood  | Történet: Chuck Lorre és Steven Molaro Tévéjáték: Tara Hernandez és Jeremy Howe                                   | 2018. április 5. 2018. augusztus 19.  | 11,66 millió | 117           |
| 18.  | 18. | Az anya, a gyermek és a kék férfi hátsója (A Mother, A Child, and a Blue Man's Backside)                                 | Jaffar Mahmood  | Történet: Chuck Lorre, Steven Molaro és Teagan Wall Tévéjáték: David Bickel, Damir Konjicija és Dario Konjicija   | 2018. április 12. 2018. augusztus 19. | 11,70 millió | 118           |
| 19.  | 19. | Gluonok, guacamole és a lila szín (Gluons, Guacamole, and the Color Purple)                                              | Alex Reid       | Chuck Lorre, Steven Molaro és Tara Hernandez                                                                      | 2018. április 19. 2018. augusztus 26. | 11,67 millió | 119           |
| 20.  | 20. | A kutya, a mókus és a hal akit halnak hívtak (A Dog, A Squirrel, and a Fish Named Fish)                                  | Jaffar Mahmood  | Történet: Damir Konjicija, Dario Konjicija és Teagan Wall Tévéjáték: Chuck Lorre, Steven Molaro és David Bickel   | 2018. április 26. 2018. augusztus 26. | 11,15 millió | 120           |
| 21.  | 21. | Nyári kolbász, az esőkabát és Tony Danza (Summer Sausage, a Pocket Poncho, and Tony Danza)                               | Alex Reid       | Történet: Steven Molaro, Eric Kaplan és Stacey Pulwer Tévéjáték: Chuck Lorre, Tara Hernandez és Connor Kilpatrick | 2018. május 3. 2018. augusztus 26.    | 11,67 millió | 121           |
| 22.  | 22. | A vanília fagyi, a nyálas udvarlók és az étkező (Vanilla Ice Cream, Gentleman Callers, and a Dinette Set)                | Jaffar Mahmood  | Történet: Jeremy Howe, Damir Konjicija és Dario Konjicija Tévéjáték: Chuck Lorre, Steven Molaro és Eric Kaplan    | 2018. május 10. 2018. augusztus 26.   | 12,44 millió | 122           |

## Második évad (2018-19)
| Sor. | Év. | Cím                                                                                            | Rendező              | Író | Premier                                 | Nézettség    | Gyártási szám |
| ---- | --- | ---------------------------------------------------------------------------------------------- | -------------------- | --- | --------------------------------------- | ------------ | ------------- |
| 23.  | 1.  | A zümmögő hang és a kitámasztó kerekek (A High-Pitched Buzz and Training Wheels)               | Jaffar Mahmood       | Történet: Chuck Lorre és Steve Molaro Tévéjáték: David Bickel, Eric Kaplan és Jeremy Howe                          | 2018. szeptember 24. 2018. november 4.  | 10,58 millió | 201           |
| 24.  | 2.  | A rivális és Sir Isaac Neutron (A Rival Prodigy and Sir Isaac Neutron)                         | Mark Cendrowski      | Történet: Chuck Lorre, Steven Molaro és David Bickel Tévéjáték: Damir Konjicija, Dario Konjicija és Tara Hernandez | 2018. szeptember 27. 2018. november 11. | 10,21 millió | 202           |
| 25.  | 3.  | Hitkérdések és polip karú űrlények (A Crisis of Faith and Octopus Aliens)                      | Jaffar Mahmood       | Történet: Chuck Lorre, David Bickel és Eric Kaplan Tévéjáték: Steven Molaro, Maria Ferrari és Jeremy Howe          | 2018. október 4. 2018. november 18.     | 10,68 millió | 203           |
| 26.  | 4.  | Titkos pénzügyek és a halszósz (A Financial Secret and Fish Sauce)                             | Jonathan Judge       | Történet: Chuck Lorre, David Bickel és Jeremy Howe Tévéjáték: Steven Molaro, Damir Konjicija és Dario Konjicija    | 2018. október 11. 2018. november 25.    | 11,18 millió | 204           |
| 27.  | 5.  | A kutatás és a sütemény (A Research Study and Czechoslovakian Wedding Pastries)                | Jude Weng            | Történet: Steven Molaro, Damir Konjicija és Dario Konjicija Tévéjáték: Chuck Lorre, David Bickel és Eric Kaplan    | 2018. október 18. 2018. december 2.     | 11 millió    | 205           |
| 28.  | 6.  | A hét főbűn és a kis Carl Sagan (Seven Deadly Sins and a Small Carl Sagan)                     | Chris Koch           | Történet: Chuck Lorre, David Bickel és Jeremy Howe Tévéjáték: Chuck Lorre, Eric Kaplan és Connor Kilpatrick        | 2018. október 25. 2018. december 9.     | 10,96 millió | 206           |
| 29.  | 7.  | A szénizotópos kormeghatározás és a kitömött mosómedve (Carbon Dating and a Stuffed Raccoon)   | Rebecca Asher        | Történet: Chuck Lorre, Damir Konjicija és Dario Konjicija Tévéjáték: Steven Molaro, Eric Kaplan és Tara Hernandez  | 2018. november 1. 2018. december 16.    | 11,07 millió | 207           |
| 30.  | 8.  | A 8 bites hercegnő és a zseniális gumis (An 8-Bit Princess and a Flat Tire Genius)             | Jaffar Mahmood       | Történet: Chuck Lorre, Damir Konjicija és Dario Konjicija Tévéjáték: Steven Molaro, David Bickel és Tara Hernandez | 2018. november 8. 2018. december 23.    | 11 millió    | 208           |
| 31.  | 9.  | Családi dinamika és egy piros sportkocsi (Family Dynamics and a Red Fiero)                     | Alex Reid            | Történet: Steven Molaro, Maria Ferrari és Tara Hernandez Tévéjáték: Chuck Lorre, Eric Kaplan és Jeremy Howe        | 2018. november 15. 2018. december 30.   | 10,77 millió | 209           |
| 32.  | 10. | Nehéz gyerekkor és egy doboz sós csemege (A Stunted Childhood and a Can of Fancy Mixed Nuts)   | Rebecca Asher        | Chuck Lorre, Steven Molaro és Tara Hernandez                                                                       | 2018. december 6. 2019. február 10.     | 10,91 millió | 210           |
| 33.  | 11. | Szuperemberek és egy levél Alfnak (A Race of Superhumans and a Letter to Alf)                  | Jaffar Mahmood       | Történet: Tara Hernandez, Damir Konjicija és Dario Konjicija Tévéjáték: Chuck Lorre, Steven Molaro és Eric Kaplan  | 2019. január 3. 2019. február 17.       | 10,95 millió | 211           |
| 34.  | 12. | A pocifájás és Ahab kapitány (A Tummy Ache and a Whale of a Metaphor)                          | Mark Cendrowski      | Történet: Chuck Lorre és Steven Molaro Tévéjáték: Tara Hernandez, Jeremy Howe és Connor Kilpatrick                 | 2019. január 10. 2019. február 24.      | 12,05 millió | 212           |
| 35.  | 13. | Az atomreaktor és a fiú akit Nyálgépnek hívtak (A Nuclear Reactor and a Boy Called Lovely)     | Chris Koch           | Történet: Chuck Lorre, Steven Molaro és Tara Hernandez Tévéjáték: Chuck Lorre, Steven Molaro és Eric Kaplan        | 2019. január 17. 2019. március 3.       | 11,46 millió | 213           |
| 36.  | 14. | Dávid, Góliát és egy hideg üdítő (David, Goliath, and a Yoo-hoo from the Back)                 | Jaffar Mahmood       | Történet: Chuck Lorre, Jeremy Howe és Stacey Pulwer Tévéjáték: Steven Molaro, Maria Ferrari és Tara Hernandez      | 2019. január 31. 2019. március 10.      | 11,58 millió | 214           |
| 37.  | 15. | A számtanpélda és a friss pálmák (A Math Emergency and Perky Palms)                            | Jaffar Mahmood       | Történet: Chuck Lorre és Steven Molaro Tévéjáték: Tara Hernandez, Jeremy Howe és Connor Kilpatrick                 | 2019. február 7. 2019. március 17.      | 12,06 millió | 215           |
| 38.  | 16. | Egy vekni kenyér és a nagy vén zászló (A Loaf of Bread and a Grand Old Flag)                   | Alex Reid            | Történet: Chuck Lorre és Steven Molaro Tévéjáték: Tara Hernandez, Jeremy Howe és Connor Kilpatrick                 | 2019. február 21. 2019. március 24.     | 11,31 millió | 216           |
| 39.  | 17. | Albert Einstein és Mária meséje (Albert Einstein and the Story of Another Mary)                | Beth McCarthy-Miller | Történet: Chuck Lorre, Steven Molaro és Eric Kaplan Tévéjáték: Chuck Lorre, Steven Molaro és Steve Holland         | 2019. március 7. 2019. március 31.      | 11,57 millió | 217           |
| 40.  | 18. | A hibátlan teszt és a Bunsen égős pillecukor (A Perfect Score and a Bunsen Burner Marshmallow) | Chris Koch           | Történet: Chuck Lorre, David Bickel és Tara Hernandez Tévéjáték: Steven Molaro, Eric Kaplan és Jeremy Howe         | 2019. április 4. 2019. május 19.        | 10,50 millió | 218           |
| 41.  | 19. | A választási kampány és a Candy Land csaló (A Political Campaign and a Candy Land Cheater)     | Jude Weng            | Történet: Chuck Lorre, Damir Konjicija és Dario Konjicija Tévéjáték: Steven Molaro, David Bickel és Steve Holland  | 2019. április 25. 2019. május 26.       | 10,46 millió | 219           |
| 42.  | 20. | A lánykérés és a pálcika-kereszt (A Proposal and a Popsicle Stick Cross)                       | Jaffar Mahmood       | Történet: Chuck Lorre, David Bickel és Steve Holland Tévéjáték: Steven Molaro, Tara Hernandez és Jeremy Howe       | 2019. május 2. 2019. június 2.          | 10,73 millió | 220           |
| 43.  | 21. | Az összetört szív és a kroki-mosi úr (A Broken Heart and a Crock Monster)                      | Alex Reid            | Történet: Chuck Lorre, Damir Konjicija és Dario Konjicija Tévéjáték: Steven Molaro, Tara Hernandez és Jeremy Howe  | 2019. május 9. 2019. június 9.          | 10,48 millió | 221           |
| 44.  | 22. | A svéd Nobel izé és a pirítós egyenlete (A Swedish Science Thing and the Equation for Toast)   | Jaffar Mahmood       | Történet: Chuck Lorre, Damir Konjicija és Dario Konjicija Tévéjáték: Steven Molaro, Eric Kaplan és Tara Hernandez  | 2019. május 16. 2019. június 16.        | 13,60 millió | 222           |

## Harmadik évad (2019-20)
| Sor. | Év. | Cím | Rendező           | Író | Premier                                     | Nézettség    | Gyártási szám |
| ---- | --- | --- | ----------------- | --- | ------------------------------------------- | ------------ | ------------- |
| 45.  | 1.  | Hóbortos zsenik és texasi hógömbök (Quirky Eggheads and Texas Snow Globes)                                          | Jaffar Mahmood    | Történet: Chuck Lorre, Tara Hernandez és Jeremy Howe Tévéjáték: Steven Molaro, Steve Holland és Maria Ferrari           | 2019. szeptember 26. 2019. november 9.      | 8,24 millió  | 301           |
| 46.  | 2.  | Egy takarítószertár és a sátán társasjátéka (A Broom Closet and Satan's Monopoly Board)                             | Alex Reid         | Történet: Chuck Lorre, Steven Molaro és Steve Holland Tévéjáték: Tara Hernandez, Jeremy Howe és Connor Kilpatrick       | 2019. október 3. 2019. november 16.         | 8,35 millió  | 302           |
| 47.  | 3.  | A vállalkozósdis és egy fenékre csapás (An Entrepreneurialist and a Swat on the Bottom)                             | Mark Cendrowski   | Történet: Steve Holland, Maria Ferrari és Connor Kilpatrick Tévéjáték: Steven Molaro, Eric Kaplan és Jeremy Howe        | 2019. október 10. 2019. november 23.        | 7,63 millió  | 303           |
| 48.  | 4.  | Hobbitkák, fizikácska és a lendületes labda (Hobbitses, Physicses and a Ball with Zip)                              | Jaffar Mahmood    | Történet: Steven Molaro, Eric Kaplan és Tara Hernandez Tévéjáték: Steven Holland, Maria Ferrari és Connor Kilpatrick    | 2019. október 17. 2019. november 30.        | 7,94 millió  | 304           |
| 49.  | 5.  | Egy ananász és a férfi kebelbarátság (A Pineapple and the Bosom of Male Friendship)                                 | Alex Reid         | Történet: Chuck Lorre, Steve Holland és Maria Ferrari Tévéjáték: Steven Molaro, Tara Hernandez és Jeremy Howe           | 2019. október 24. 2019. december 7.         | 8,66 millió  | 305           |
| 50.  | 6.  | Egy napernyő és egy erős kar (A Parasol and a Hell of an Arm)                                                       | Chris Koch        | Történet: Chuck Lorre, Eric Kaplan és Jeremy Howe Tévéjáték: Steven Molaro, Steve Holland és Connor Kilpatrick          | 2019. november 7. 2019. december 14.        | 8,83 millió  | 306           |
| 51.  | 7.  | A Pongo Pygmaeus és a vaduló sport (Pongo Pygmaeus and a Culture that Encourages Spitting)                          | Jaffar Mahmood    | Történet: Chuck Lorre, Steven Molaro és Steve Holland Tévéjáték: Maria Ferrari, Tara Hernandez és Jeremy Howe           | 2019. november 14. 2019. december 21.       | 9,05 millió  | 307           |
| 52.  | 8.  | A kapzsiság bűne és egy chimichanga a Chi-Chi's-ből (The Sin of Greed and a Chimichanga from Chi-Chi's)             | Chris Koch        | Történet: Eric Kaplan, Maria Ferrari és Jeremy Howe Tévéjáték: Steven Molaro, Steve Holland és Connor Kilpatrick        | 2019. november 21. 2019. december 28.       | 8,38 millió  | 308           |
| 53.  | 9.  | Szülinapi meghívás, futball szőlő és egy földi tyúk (A Party Invitation, Football Grapes and an Earth Chicken)      | Jaffar Mahmood    | Történet: Steven Molaro, Steve Holland és Tara Hernandez Tévéjáték: Eric Kaplan, Maria Ferrari és Jeremy Howe           | 2019. december 5. 2020. február 29.         | 8,39 millió  | 309           |
| 54.  | 10. | Tinédzserleves és kiskamu pamacs (Teenager Soup and a Little Ball of Fib)                                           | Nikki Lorre       | Történet: Eric Kaplan, Maria Ferrari és Tara Hernandez Tévéjáték: Steven Molaro, Steve Holland és Connor Kilpatrick     | 2019. december 12. 2020. március 7.         | 8,21 millió  | 310           |
| 55.  | 11. | Egy élő csirke, egy sült csirke és a frigy szentsége (A Live Chicken, a Fried Chicken and Holy Matrimony)           | Alex Reid         | Történet: Steven Molaro, Steve Holland és Yael Glouberman Tévéjáték: Maria Ferrari, Tara Hernandez és Jeremy Howe       | 2020. január 9. 2020. március 14.           | 7,57 millió  | 311           |
| 56.  | 12. | Testcsillám és egy plázás túlélőkészlet (Body Glitter and a Mall Safety Kit)                                        | Lea Thompson      | Történet: Steven Molaro, Steve Holland és Eric Kaplan Tévéjáték: Maria Ferrari, Tara Hernandez és Connor Kilpatrick     | 2020. január 16. 2020. március 21.          | 8,88 millió  | 312           |
| 57.  | 13. | Szerződések, szabályok és egy kis sertés agy (Contracts, Rules and a Little Bit of Pig Brains)                      | Jaffar Mahmood    | Történet: Chuck Lorre, Eric Kaplan és Maria Ferrari Tévéjáték: Steven Molaro, Steve Holland és Jeremy Howe              | 2020. január 30. 2020. március 28.          | 8,64 millió  | 313           |
| 58.  | 14. | Egy hullámvölgy, egy kereszt és az útszéli sóder (A Slump, a Cross and Roadside Gravel)                             | Howie Deutch      | Történet: Steven Molaro, Steve Holland és Connor Kilpatrick Tévéjáték: Eric Kaplan, Maria Ferrari és Tara Hernandez     | 2020. február 6. 2020. április 4.           | 8,98 millió  | 314           |
| 59.  | 15. | Az udvarló volt felesége és a szerencsehozó fej simizés (A Boyfriend's Ex-Wife and a Good Luck Head Rub)            | Jaffar Mahmood    | Történet: Steven Molaro, Steve Holland és Eric Kaplan Tévéjáték: Maria Ferrari, Tara Hernandez és Jeremy Howe           | 2020. február 13. 2020. április 11.         | 8,89 millió  | 315           |
| 60.  | 16. | Pasadena (Pasadena)                                                                                                 | Jaffar Mahmood    | Történet: Eric Kaplan, Maria Ferrari és Jeremy Howe Tévéjáték: Steven Molaro, Steve Holland és Tara Hernandez           | 2020. február 20. 2020. július 16. (HBO Go) | 9,11 millió  | 316           |
| 61.  | 17. | Tudományos becstelenség és egy romantikusabb taco étterem (An Academic Crime and a More Romantic Taco Bell)         | Melissa Joan Hart | Történet: Steven Molaro, Steve Holland és Maria Ferrari Tévéjáték: Tara Hernandez, Jeremy Howe és Connor Kilpatrick     | 2020. március 5. 2020. július 16. (HBO Go)  | 8,55 millió  | 317           |
| 62.  | 18. | Repedt bordák és a szellemjelző a gabonapelyhes dobozból (A Couple Bruised Ribs and a Cereal Box Ghost Detector)    | Chris Koch        | Történet: Chuck Lorre, Eric Kaplan és Connor Kilpatrick Tévéjáték: Steven Molaro, Steve Holland és Maria Ferrari        | 2020. március 12. 2020. július 16. (HBO Go) | 8,88 millió  | 318           |
| 63.  | 19. | Egy eladó ház és komoly női dolgok (A House for Sale and Serious Woman Stuff)                                       | Alex Reid         | Történet: Steven Molaro, Steve Holland és Maria Ferrari Tévéjáték: Eric Kaplan, Tara Hernandez és Jeremy Howe           | 2020. április 2. 2020. július 16. (HBO Go)  | 10,06 millió | 319           |
| 64.  | 20. | Egy tejfog és a tudomány egyiptomi istene (A Baby Tooth and the Egyptian God of Knowledge)                          | Jaffar Mahmood    | Történet: Eric Kaplan, Tara Hernandez és Jeremy Howe Tévéjáték: Steven Molaro, Steve Holland és Connor Kilpatrick       | 2020. április 16. 2020. július 16. (HBO Go) | 9,57 millió  | 320           |
| 65.  | 21. | Egy eltitkolt levél és egy egyszerű kis feldolgozott húskarika (A Secret Letter and a Lowly Disc of Processed Meat) | Alex Reid         | Történet: Steven Molaro és Steve Holland és Connor Kilpatrick Tévéjáték: Maria Ferrari és Tara Hernandez és Jeremy Howe | 2020. április 30. 2020. július 16. (HBO Go) | 10,14 millió | 321           |

## Negyedik évad (2020-21)
| Sor. | Év. | Cím | Rendező           | Író | Premier                                       | Nézettség   | Gyártási szám |
| ---- | --- | --- | ----------------- | --- | --------------------------------------------- | ----------- | ------------- |
| 66.  | 1.  | Búcsú az iskoláktól (Graduation)                                                                                            | Jaffar Mahmood    | Történet: Eric Kaplan és Jeremy Howe és Connor Kilpatrick Tévéjáték: Steve Molaro és Steve Holland és Tara Hernandez    | 2020. november 5. 2021. március 20.           | 6,77 millió | 401           |
| 67.  | 2.  | Egy tárlatvezető, egy kishölgy és egy Dalton nevű kidobó (A Docent, A Little Lady and a Bouncer Named Dalton)               | Alex Reid         | Történet: Steven Molaro és Steve Holland és Tara Hernandez Tévéjáték: Maria Ferrari és Jeremy Howe és Connor Kilpatrick | 2020. november 12. 2021. március 27.          | 7,40 millió | 402           |
| 68.  | 3.  | Segédkerekek és az ámokfutó tyúk (Training Wheels and an Unleashed Chicken)                                                 | Jeremy Howe       | Történet: Maria Ferrari és Tara Hernandez és Connor Kilpatrick Tévéjáték: Steven Molaro és Steve Holland és Eric Kaplan | 2020. november 19. 2021. április 3.           | 7,30 millió | 403           |
| 69.  | 4.  | A hittan tábor és egy szerelem járgány (Bible Camp and a Chariot of Love)                                                   | Jaffar Mahmood    | Történet: Steven Molaro és Steve Holland és Jeremy Howe Tévéjáték: Maria Ferrari és Tara Hernandez és Connor Kilpatrick | 2020. december 3. 2021. április 10.           | 7,57 millió | 404           |
| 70.  | 5.  | Egy dohos kripta és a lepisilős bigyó (A Musty Crypt and a Stick to Pee On)                                                 | Alex Reid         | Történet: Tara Hernandez & Jeremy Howe & Connor Kilpatrick Tévéjáték: Steven Molaro & Steve Holland & Eric Kaplan       | 2020. december 17. 2021. április 17. (HBO Go) | 6,86 millió | 405           |
| 71.  | 6.  | A gólya eligazítás és a cipzár feltalálója (Freshman Orientation and the Inventor of the Zipper)                            | Jaffar Mahmood    | Történet: Steve Holland & Eric Kaplan & Tara Hernandez Tévéjáték: Steven Molaro & Jeremy Howe & Connor Kilpatrick       | 2021. január 21. 2021. április 24. (HBO Go)   | 7,38 millió | 406           |
| 72.  | 7.  | Egy filozófia előadás és a férgek amik üldöznek (A Philosophy Class and Worms That Can Chase You)                           | Alex Reid         | Történet: Tara Hernandez & Jeremy Howe & Connor Kilpatrick Tévéjáték: Steven Molaro & Steve Holland & Eric Kaplan       | 2021. február 11. 2021. május 1. (HBO Go)     | 7,59 millió | 407           |
| 73.  | 8.  | Egzisztenciális válság és a buborékfújó maci (An Existential Crisis and a Bear That Makes Bubbles)                          | Alex Reid         | Történet: Steven Molaro & Eric Kaplan & Tara Hernandez Tévéjáték: Steve Holland & Jeremy Howe & Connor Kilpatrick       | 2021. február 18. 2021. május 8. (HBO Go)     | 7,72 millió | 408           |
| 74.  | 9.  | A gagyi fagyi és egy kintornás majma (Crappy Frozen Ice Cream and an Organ Grinder's Monkey)                                | Michael Judd      | Történet: Yael Glouberman & Tara Hernandez & Steve Holland Tévéjáték: Marie Cheng & Connor Kilpatrick & Steven Molaro   | 2021. február 25. 2021. május 15. (HBO Go)    | 7,87 millió | 409           |
| 75.  | 10. | Cowboy aerobic és 473 olajmentes csavar (Cowboy Aerobics and 473 Grease-Free Bolts)                                         | Melissa Joan Hart | Történet: Eric Kaplan & Jeremy Howe & Connor Kilpatrick Tévéjáték: Steven Molaro & Steve Holland & Yael Glouberman      | 2021. március 4. 2021. május 22. (HBO Go)     | 7,71 millió | 410           |
| 76.  | 11. | Egy csipogó, egy klub és egy vén morgó medve (A Pager, a Club and a Cranky Bag of Wrinkles)                                 | Jaffar Mahmood    | Történet: Steven Molaro & Steve Holland & Eric Kaplan Tévéjáték: Tara Hernandez & Jeremy Howe & Connor Kilpatrick       | 2021. március 11. 2021. május 29. (HBO Go)    | 6,49 millió | 411           |
| 77.  | 12. | Egy doboznyi kincs és a tudomány Mimója (A Box of Treasure and the Meemaw of Science)                                       | Alex Reid         | Történet: Steve Holland & Tara Hernandez & Marie Cheng Tévéjáték: Steven Molaro & Jeremy Howe & Connor Kilpatrick       | 2021. április 1. 2021. június 5. (HBO Go)     | 6,64 millió | 412           |
| 78.  | 13. | A nyanya busz és az újfajta oktatási módszer (The Geezer Bus and a New Model for Education)                                 | Melissa Joan Hart | Történet: Steven Molaro & Connor Kilpatrick & Yael Glouberman Tévéjáték: Steve Holland & Eric Kaplan & Tara Hernandez   | 2021. április 8. 2021. június 12. (HBO Go)    | 6,95 millió | 413           |
| 79.  | 14. | A murva és a kormányhivatal feltétel nélküli elfogadása (Mitch's Son and the Unconditional Approval of a Government Agency) | Alex Reid         | Történet: Eric Kaplan & Tara Hernandez & Jeremy Howe Tévéjáték: Steven Molaro & Steve Holland & Connor Kilpatrick       | 2021. április 15. 2021. június 19. (HBO Go)   | 7,46 millió | 414           |
| 80.  | 15. | Egy vírus, szívfájdalom és egy világ tele kínálkozó lehetőséggel (A Virus, Heartbreak and a World of Possibilities)         | Michael Judd      | Történet: Steven Molaro & Steve Holland & Connor Kilpatrick Tévéjáték: Eric Kaplan & Tara Hernandez & Jeremy Howe       | 2021. április 22. 2021. június 26. (HBO Go)   | 7,01 millió | 415           |
| 81.  | 16. | A második csodagyerek és tippek a legszexibb csókos ajkakhoz (A Second Prodigy and the Hottest Tips for Pouty Lips)         | Melissa Joan Hart | Történet: Steve Holland & Tara Hernandez & Jeremy Howe Tévéjáték: Steven Molaro & Connor Kilpatrick & Marie Cheng       | 2021. április 29. 2021. július 3. (HBO Go)    | 7,34 millió | 416           |
| 82.  | 17. | Egy fekete lyuk (A Black Hole)                                                                                              | Jaffar Mahmood    | Történet: Steve Holland & Jeremy Howe & Connor Kilpatrick Tévéjáték: Steven Molaro & Eric Kaplan & Tara Hernandez       | 2021. május 6. 2021. július 10. (HBO Go)      | 6,64 millió | 417           |
| 83.  | 18. | A nem lineáris dinamika zabolázatlan világa (The Wild and Woolly World of Nonlinear Dynamics)                               | Alex Reid         | Történet: Eric Kaplan & Tara Hernandez & Jeremy Howe Tévéjáték: Steven Molaro & Steve Holland & Connor Kilpatrick       | 2021. május 13. 2021. július 17. (HBO Go)     | 7,21 millió | 418           |

## Ötödik évad (2021-22)
| Sor. | Év. | Cím | Rendező              | Író | Premier                              | Nézettség   | Gyártási szám |
| ---- | --- | --- | -------------------- | --- | ------------------------------------ | ----------- | ------------- |
| 84.  | 1.  | Egy rossz éjszaka és az önző vágyak káosza (One Bad Night and Chaos of Selfish Desires)                                  | Alex Reid            | Történet: Steve Holland & Eric Kaplan & Nick Bakay Tévéjáték: Steven Molaro & Jeremy Howe & Connor Kilpatrick                   | 2021. október 7. 2022. február 5.    | 7,12 millió | 501           |
| 85.  | 2.  | A szaglászó kopó és az ateista ikrek (Snoopin' Around and the Wonder Twins of Atheism)                                   | Michael Judd         | Történet: Steven Molaro & Jeremy Howe & Nadiya Chettiar Tévéjáték: Steve Holland & Connor Kilpatrick & Marie Cheng              | 2021. október 14. 2022. február 12.  | 6,54 millió | 502           |
| 86.  | 3.  | A potenciális energia és piálás a padon egy parkban (Potential Energy and Hooch on a Park Bench)                         | Nikki Lorre          | Történet: Steve Holland & Marie Cheng & Yael Glouberman Tévéjáték: Steven Molaro & Eric Kaplan & Nick Bakay                     | 2021. október 21. 2022. február 19.  | 6,36 millió | 503           |
| 87.  | 4.  | Badarság és egy titkos hátsó szoba (Pish Posh and a Secret Back Room)                                                    | Alex Reid            | Történet: Steven Molaro & Nick Bakay & Nadiya Chettiar Tévéjáték: Steve Holland & Jeremy Howe & Connor Kilpatrick               | 2021. október 28. 2022. február 26.  | 7,23 millió | 504           |
| 88.  | 5.  | Plüssállatok és az édes déli együttállás (Stuffed Animals and A Sweet Southern Syzygy)                                   | Jeremy Howe          | Történet: Steve Holland & Eric Kaplan & Connor Kilpatrick Tévéjáték:Steven Molaro & Nadiya Chettiar & Yael Glouberman           | 2021. november 4. 2022. március 5.   | 7,12 millió | 505           |
| 89.  | 6.  | Pénzmosás és egy csomó hormon (Money Laundering and a Cascade of Hormones)                                               | Nikki Lorre          | Történet: Steven Molaro & Eric Kaplan & Jeremy Howe Tévéjáték: Steve Holland & Nick Bakay & Marie Cheng                         | 2021. november 11. 2022. március 12. | 7,04 millió | 506           |
| 90.  | 7.  | Bevezetés a mérnöki tudományokba és egy pöttynyi hajzselé (An Introduction to Engineering and a Glob of Hair Gel)        | Jaffar Mahmood       | Történet: Steve Holland & Nick Bakay & Yael Glouberman Tévéjáték: Steven Molaro & Jeremy Howe & Connor Kilpatrick & Eric Kaplan | 2021. november 18. 2022. március 19. | 6,95 millió | 507           |
| 91.  | 8.  | A főkancellár és egy bűnbarlang (The Grand Chancellor and a Den of Sin)                                                  | Alex Reid            | Történet: Steven Molaro & Nick Bakay & Connor Kilpatrick Tévéjáték: Steve Holland & Eric Kaplan & Nadiya Chettiar               | 2021. december 2. 2022. március 26.  | 6,59 millió | 508           |
| 92.  | 9.  | A yips és egy furcsán hipnotikus bohém alak (The Yips and an Oddly Hypnotic Bohemian)                                    | Kabir Akhtar         | Történet: Jeremy Howe & Marie Cheng & Ben Slaughter Tévéjáték: Nick Bakay & Yael Glouberman & Alex Ayers                        | 2021. december 9. 2022. április 2.   | 6,96 millió | 509           |
| 93.  | 10. | Egy költséges üzemzavar és a huncutkodós szoba (An Expensive Glitch and a Goof-Off Room)                                 | Melissa Joan Hart    | Történet: Steve Holland & Eric Kaplan & Jeremy Howe Tévéjáték: Steven Molaro & Nadiya Chettiar & Connor Kilpatrick              | 2022. január 6. 2022. április 9.     | 7,39 millió | 510           |
| 94.  | 11. | Az ottalvós buli, az időjárás jelentő lány és egy gusztustalan szokás (A Lock-In, a Weather Girl and a Disgusting Habit) | Alex Reid            | Történet: Steven Molaro & Nick Bakay & Connor Kilpatrick Tévéjáték: Steve Holland & Jeremy Howe & Marie Cheng                   | 2022. január 13. 2022. április 16.   | 7,70 millió | 511           |
| 95.  | 12. | Egy rózsaszín cadillac és egy csodás törzsi tánc (A Pink Cadillac and a Glorious Tribal Dance)                           | Beth McCarthy-Miller | Történet: Steve Holland & Nick Bakay & Yael Glouberman Tévéjáték: Steven Molaro & Eric Kaplan & Nadiya Chettiar                 | 2022. január 20. 2022. április 23.   | 7,98 millió | 512           |
| 96.  | 13. | Sok ragtapasz és a Cooper-feladás (A Lot of Band-Aids and the Cooper Surrender)                                          | Jaffar Mahmood       | Történet: Steven Molaro & Jeremy Howe & Marie Cheng Tévéjáték: Steve Holland & Nick Bakay & Connor Kilpatrick                   | 2022. január 27. 2022. április 30.   | 7,73 millió | 513           |
| 97.  | 14. | Egy ingyen kaparós sorsjegy és a női fortély (A Free Scratcher and Feminine Wiles)                                       | Michael Judd         | Történet: Steve Holland & Eric Kaplan & Nadiya Chettiar Tévéjáték: Steven Molaro & Jeremy Howe & Connor Kilpatrick              | 2022. február 24. 2022. június 4.    | 6,95 millió | 514           |
| 98.  | 15. | Egy homár, egy tatu és egy sokkal nagyobb szám (A Lobster, an Armadillo and a Way Bigger Number)                         | Alex Reid            | Történet: Steven Molaro & Jeremy Howe & Nick Bakay Tévéjáték: Steve Holland & Eric Kaplan & Marie Cheng                         | 2022. március 3. 2022. június 11.    | 6,48 millió | 515           |
| 99.  | 16. | Egy pénzzel teli bőrönd és egy sárga bohócjárgány (A Suitcase Full of Cash and a Yellow Clown Car)                       | Jaffar Mahmood       | Történet: Steve Holland & Nadiya Chettiar & Connor Kilpatrick Tévéjáték: Steven Molaro & Nick Bakay & Yael Glouberman           | 2022. március 10. 2022. június 18.   | 6,79 millió | 516           |
| 100. | 17. | Egy mogyoró szólóban, egy társasági pillangó és az igazság (A Solo Peanut, a Social Butterfly and the Truth)             | Alex Reid            | Történet: Chuck Lorre & Jeremy Howe & Eric Kaplan Tévéjáték: Steven Molaro & Steve Holland & Connor Kilpatrick                  | 2022. március 31. 2022. június 25.   | 6,93 millió | 517           |
| 101. | 18. | Babák, hazugságok és a káprázatos cannoli (Babies, Lies and a Resplendent Cannoli)                                       | Shiri Appleby        | Történet: Steven Molaro & Nick Bakay & Connor Kilpatrick Tévéjáték: Steve Holland & Jeremy Howe & Marie Cheng                   | 2022. április 14. 2022. július 2.    | 6,85 millió | 518           |
| 102. | 19. | Egy istenfélő baptista és a cicafiú (A God-Fearin' Baptist and a Hot Trophy Husband)                                     | Alex Reid            | Történet: Nick Bakay & Nadiya Chettiar & Yael Glouberman Tévéjáték: Chuck Lorre & Steven Molaro & Steve Holland                 | 2022. április 21. 2022. július 9.    | 7,26 millió | 519           |
| 103. | 20. | Sheldon bácsi és a hormonális petárda (Uncle Sheldon and a Hormonal Firecracker)                                         | Shiri Appleby        | Történet: Steve Holland & Eric Kaplan & Jeremy Howe Tévéjáték: Steven Molaro & Nick Bakay & Connor Kilpatrick                   | 2022. április 28. 2022. július 16.   | 6,91 millió | 520           |
| 104. | 21. | A senkik, a sok szentfazék és a jobbegyenes (White Trash, Holy Rollers and Punching People)                              | Jeremy Howe          | Történet: Nick Bakay & Connor Kilpatrick & Marie Cheng Tévéjáték: Chuck Lorre & Steven Molaro & Steve Holland                   | 2022. május 12. 2022. július 23.     | 6,93 millió | 521           |
| 105. | 22. | Egy eltömődött pórus, egy kis spanyol és a jövő (A Clogged Pore, a Little Spanish and the Future)                        | Alex Reid            | Történet: Steve Holland & Eric Kaplan & Yael Glouberman Tévéjáték: Steven Molaro & Nick Bakay & Nadiya Chettiar                 | 2022. május 19. 2022. július 30.     | 7,06 millió | 522           |

## Hatodik évad (2022-23)
| Sor. | Év. | Cím | Rendező              | Író | Premier                              | Nézettség   | Gyártási szám |
| ---- | --- | --- | -------------------- | --- | ------------------------------------ | ----------- | ------------- |
| 106. | 1.  | Négyszáz karton be nem vallott cigaretta és a Niblingo (Four Hundred Cartons of Undeclared Cigarettes and a Niblingo) | Alex Reid            | Történet: Chuck Lorre & Nick Bakay & Jeremy Howe Tévéjáték: Steven Molaro & Steve Holland & Connor Kilpatrick          | 2022. szeptember 29. 2023. január 7. | 6,88 millió | 601           |
| 107. | 2.  | A jövőbeni worf és a dél-csendes-óceán margaritája (Future Worf and the Margarita of the South Pacific)               | Beth McCarthy-Miller | Történet: Steve Holland & Nick Bakay & Yael Glouberman Tévéjáték: Steven Molaro & Eric Kaplan & Nadiya Chettiar        | 2022. október 6. 2023. január 14.    | 6,96 millió | 602           |
| 108. | 3.  | Kéjes szüret és a Sheldokrácia (Passion's Harvest and a Sheldocracy)                                                  | Jeremy Howe          | Történet: Chuck Lorre & Steven Molaro & Connor Kilpatrick Tévéjáték: Steve Holland & Nick Bakay & Marie Cheng          | 2022. október 13. 2023. január 21.   | 7,27 millió | 603           |
| 109. | 4.  | Szőke turné és a nulla fogalma (Blonde Ambition and the Concept of Zero)                                              | Shiri Appleby        | Történet: Steve Holland & Eric Kaplan & Nadiya Chettiar Tévéjáték: Steven Molaro & Jeremy Howe & Connor Kilpatrick     | 2022. október 20. 2023. január 28.   | 6,80 millió | 604           |
| 110. | 5.  | Egy folyosófelelős és a dél riviérája (A Resident Advisor and the Riviera of the South)                               | Alex Reid            | Történet: Chuck Lorre & Steve Holland & Nick Bakay Tévéjáték: Steven Molaro & Jeremy Howe & Yael Glouberman            | 2022. október 27. 2023. február 4.   | 7,07 millió | 605           |
| 111. | 6.  | Egy csúnya kocsi, egy affér és ördögien jó futball (An Ugly Car, an Affair and Some Kickass Football)                 | Nikki Lorre          | Történet: Steve Holland & Steven Molaro & Connor Kilpatrick Tévéjáték: Eric Kaplan & Nadiya Chettiar & Marie Cheng     | 2022. november 3. 2023. február 11.  | 6,89 millió | 606           |
| 112. | 7.  | Egy kemény dió és a feliratkozás (A Tougher Nut and a Note on File)                                                   | Michael Judd         | Történet: Jeremy Howe & Yael Glouberman & Ben Slaughter Tévéjáték: Steve Holland & Steven Molaro & Nick Bakay          | 2022. november 10. 2023. február 18. | 7,13 millió | 607           |
| 113. | 8.  | A jogi szakszöveg és egy egész húha (Legalese and a Whole Hoo-Ha)                                                     | Alex Reid            | Történet: Steve Holland & Nick Bakay & Eric Kaplan Tévéjáték: Steven Molaro & Jeremy Howe & Connor Kilpatrick          | 2022. december 8. 2023. április 15.  | 7,18 millió | 608           |
| 114. | 9.  | Az egyetemi munkabeszüntetők és a medfordi csoda (College Dropouts and the Medford Miracle)                           | Nikki Lorre          | Történet: Steven Molaro & Connor Kilpatrick & Marie Cheng Tévéjáték: Steve Holland & Nadiya Chettiar & Yael Glouberman | 2023. január 5. 2023. április 22.    | 7,43 millió | 609           |
| 115. | 10. | Palacsinta vasárnap és a tipikus flört (Pancake Sunday and Textbook Flirting)                                         | Jaffar Mahmood       | Történet: Steve Holland & Nick Bakay & Jeremy Howe Tévéjáték: Steve Molaro & Eric Kaplan & Connor Kilpatrick           | 2023. január 12. 2023. április 29.   | 7,20 millió | 610           |
| 116. | 11. | Kegyetlen, eszetlen és egy hétnyi ágynyugalom (Ruthless, Toothless, and a Week of Bed Rest)                           | Alex Reid            | Történet: Steven Molaro & Eric Kaplan & Nadiya Chettiar Tévéjáték: Steve Holland & Jeremy Howe & Marie Cheng           | 2023. február 2. 2023. május 6.      | 7,31 millió | 611           |
| 117. | 12. | A babaváró buli és a tesztoszterondús évődés (A Baby Shower and a Testosterone-Rich Banter)                           | Jeremy Howe          | Történet: Steve Holland & Steven Molaro & Connor Kilpatrick Tévéjáték: Eric Kaplan & Nadiya Chettiar & Yael Glouberman | 2023. február 9. 2023. május 13.     | 7,73 millió | 612           |
| 118. | 13. | Egyetemi buli, ottalvás és egy giganagy vízhólyag (A Frat Party, a Sleepover and the Mother of All Blisters)          | Jason Alexander      | Történet: Chuck Lorre & Steve Holland & Nick Bakay Tévéjáték: Steven Molaro & Jeremy Howe & Connor Kilpatrick          | 2023. február 16. 2023. május 20.    | 7,30 millió | 613           |
| 119. | 14. | A programindító parti és egy egész gyerek (A Launch Party and a Whole Human Being)                                    | Alex Reid            | Történet: Steven Molaro & Connor Kilpatrick & Marie Cheng Tévéjáték: Steve Holland & Jeremy Howe & Nadiya Chettiar     | 2023. március 2. 2023. május 27.     | 7,62 millió | 614           |
| 120. | 15. | Tinédzser kétségek és az okos fiú szégyenteljes sétája (Teen Angst and a Smart-Boy Walk of Shame)                     | Shiri Appleby        | Történet: Steve Holland & Nick Bakay & Connor Kilpatrick Tévéjáték: Steven Molaro & Nadiya Chettiar & Yael Glouberman  | 2023. március 9. 2023. július 8.     | 7,66 millió | 615           |
| 121. | 16. | Egy lopott kocsi és olajra lépni (A Stolen Truck and Going on the Lam)                                                | Ruby Stillwater      | Történet: Steven Molaro & Eric Kaplan & Jeremy Howe Tévéjáték: Steve Holland & Connor Kilpatrick & Marie Cheng         | 2023. március 30. 2023. július 15.   | 7,13 millió | 616           |
| 122. | 17. | Egy német népdal és egy igazi felnőtt (A German Folk Song and an Actual Adult)                                        | Kabir Akhtar         | Történet: Steve Holland & Jeremy Howe & Nadiya Chettiar Tévéjáték: Steven Molaro & Eric Kaplan & Yael Glouberman       | 2023. április 13. 2023. július 22.   | 6,88 millió | 617           |
| 123. | 18. | Kis zöld emberkék és egy fickó lánykérése (Little Green Men and a Fella's Marriage Proposal)                          | Matthew A. Cherry    | Történet: Steven Molaro & Jeremy Howe & Marie Cheng Tévéjáték: Steve Holland & Eric Kaplan & Nadiya Chettiar           | 2023. április 27. 2023. július 29.   | 7,20 millió | 618           |
| 124. | 19. | Az új időjárás-jelentő és az otthon maradós babusgató (A New Weather Girl and a Stay-at-Home Coddler)                 | Alex Reid            | Történet: Steve Holland & Eric Kaplan & Yael Glouberman Tévéjáték: Steven Molaro & Jeremy Howe & Connor Kilpatrick     | 2023. május 4. 2023. augusztus 5.    | 7,14 millió | 619           |
| 125. | 20. | Német kezdőknek és egy őrült egy ütővel (German for Beginners and a Crazy Old Man with a Bat)                         | Nikki Lorre          | Történet: Steven Molaro & Jeremy Howe & Connor Kilpatrick Tévéjáték: Steve Holland & Nadiya Chettiar & Marie Cheng     | 2023. május 11. 2023. augusztus 12.  | 6,69 millió | 620           |
| 126. | 21. | Egy romantikus pihi és egy germán húsalapú étrend (A Romantic Getaway and a Germanic Meat-Based Diet)                 | Michael Judd         | Történet: Steve Holland & Jeremy Howe & Connor Kilpatrick Tévéjáték: Steven Molaro & Eric Kaplan & Yael Glouberman     | 2023. május 18. 2023. augusztus 19.  | 6,89 millió | 621           |
| 127. | 22. | Egy tornádó, egy 10 órás repülőút és egy pofás kis gyűrű (A Tornado, a 10-Hour Flight and a Darn Fine Ring)           | Alex Reid            | Történet: Steven Molaro & Jeremy Howe & Nadiya Chettiar Tévéjáték: Steve Holland & Connor Kilpatrick & Ben Slaughter   | 2023. május 18. 2023. augusztus 26.  | 6,97 millió | 622           |

## Hetedik évad (2024)
| Sor. | Év. | Cím                                                                                                   | Rendező           | Író | Premier                             | Nézettség   | Gyártási szám |
| ---- | --- | --- | ----------------- | --- | ----------------------------------- | ----------- | ------------- |
| 128. | 1.  | Egy fél wiener schnitzel és alsónemű a fán (Half a Wiener Schnitzel and Underwear in a Tree)          | Alex Reid         | Történet: Chuck Lorre, Steve Holland és Steven Molaro Tévéjáték: Nick Bakay, Jeremy Howe és Connor Kilpatrick            | 2024. február 15. 2024. május 29.   | 7,99 millió | 701           |
| 129. | 2.  | Egy rulettkerék és egy zongorázó kutya (A Roulette Wheel and a Piano Playing Dog)                     | Nikki Lorre       | Történet: Steve Holland, Nick Bakay és Nadiya Chettiar Tévéjáték: Chuck Lorre, Steven Molaro és Eric Kaplan              | 2024. február 22. 2024. május 29.   | 7,14 millió | 702           |
| 130. | 3.  | A rétes és a szexi amcsi cicafiú (A Strudel and a Hot American Boy Toy)                               | Jeremy Howe       | Történet: Chuck Lorre, Steven Molaro és Nick Bakay Tévéjáték: Steve Holland, Connor Kilpatrick és Yael Glouberman        | 2024. február 29. 2024. június 5.   | 7,10 millió | 703           |
| 131. | 4.  | Hangyás nasi és egy csaló kacsintó (Ants on a Log and a Cheating Winker)                              | Michael Judd      | Történet: Chuck Lorre, Steve Holland és Jeremy Howe Tévéjáték: Steven Molaro, Connor Kilpatrick és Nadiya Chettiar       | 2024. március 7. 2024. június 12.   | 6,82 millió | 704           |
| 132. | 5.  | Egy frankensteini szörny és egy hibbant tiszteletes (A Frankenstein's Monster and a Crazy Church Guy) | Alex Reid         | Történet: Steven Molaro, Nick Bakay és Eric Kaplan Tévéjáték: Chuck Lorre, Steve Holland és Marie Cheng                  | 2024. március 14. 2024. június 19.  | 6,52 millió | 705           |
| 133. | 6.  | Baptisták, katolikusok, gyerekrablási kísérletek (Baptists, Catholics and an Attempted Drowning)      | Matthew A. Cherry | Történet: Chuck Lorre, Steve Holland és Ben Slaughter Tévéjáték: Steven Molaro, Jeremy Howe és Connor Kilpatrick         | 2024. április 4. 2024. június 26.   | 6,74 millió | 706           |
| 134. | 7.  | Egy rendes esküvő és amit előáshatunk (A Proper Wedding and Skeletons in the Closet)                  | Michael Judd      | Történet: Steven Molaro, Eric Kaplan és Nadiya Chettiar Tévéjáték: Chuck Lorre, Steve Holland és Yael Glouberman         | 2024. április 11. 2024. július 3.   | 7,35 millió | 707           |
| 135. | 8.  | A lábbilincs és egy műanyag kulaház (An Ankle Monitor and a Big Plastic Crap House)                   | Jeremy Howe       | Történet: Chuck Lorre, Steve Holland és Connor Kilpatrick Tévéjáték: Steven Molaro, Nick Bakay és Eric Kaplan            | 2024. április 18. 2024. július 10.  | 7,15 millió | 708           |
| 136. | 9.  | A híres cikk és ösztöndíj az unokának (A Fancy Article and a Scholarship for a Baby)                  | Ansley Rix        | Történet: Chuck Lorre, Steven Molaro és Marie Cheng Tévéjáték: Steve Holland, Jeremy Howe és Nadiya Chettiar             | 2024. április 25. 2024. július 17.  | 6,86 millió | 709           |
| 137. | 10. | Közmunka és a boldog házasság titka (Community Service and the Key to a Happy Marriage)               | Nikki Lorre       | Történet: Steven Molaro, Jeremy Howe és Connor Kilpatrick Tévéjáték: Steve Holland, Eric Kaplan és Ben Slaughter         | 2024. május 2. 2024. július 24.     | 7,17 millió | 710           |
| 138. | 11. | Egy kis nyissz és az öreg kutyák (A Little Snip and Teaching Old Dogs)                                | Ruby Stillwater   | Történet: Steve Holland, Nadiya Chettiar és Yael Glouberman Tévéjáték: Steven Molaro, Connor Kilpatrick és Ben Slaughter | 2024. május 9. 2024. július 31.     | 6,65 millió | 711           |
| 139. | 12. | Egy új otthon és a texasi kínzásforma (A New Home and a Traditional Texas Torture)                    | Alex Reid         | Történet: Steven Molaro, Jeremy Howe és Connor Kilpatrick Tévéjáték: Steven Molaro, Nadiya Chettiar és Connor Kilpatrick | 2024. május 9. 2024. augusztus 7.   | 6,82 millió | 712           |
| 140. | 13. | A temetés (Funeral)                                                                                   | Michael Judd      | Chuck Lorre, Steven Molaro és Steve Holland                                                                              | 2024. május 16. 2024. augusztus 14. | 9,15 millió | 713           |
| 141. | 14. | A memoár (Memoir)                                                                                     | Alex Reid         | Chuck Lorre, Steven Molaro és Steve Holland                                                                              | 2024. május 16. 2024. augusztus 21. | 9,32 millió | 714           |

## Fordítás
- Ez a szócikk részben vagy egészben  a   List of Young Sheldon episodes című angol Wikipédia-szócikk ezen változatának fordításán alapul.  Az eredeti cikk szerkesztőit annak laptörténete sorolja fel. Ez a jelzés csupán a megfogalmazás eredetét és a szerzői jogokat jelzi, nem szolgál a cikkben szereplő információk forrásmegjelöléseként.